# Zemakuri
Zemakuri (georgiska: ზემაკური) är ett berg i Georgien. Det ligger i den centrala delen av landet, 70 km nordväst om huvudstaden Tbilisi. Toppen på Zemakuri befinner sig 2 119 meter över havet.